# Peter Carter (trenér)
Peter Carter (9. srpna 1964 Adelaide – 9. srpna 2002) byl australský profesionální tenista a trenér. V kariéře vyhrál na okruhu ATP Tour jeden turnaj ve čtyřhře.
Na žebříčku ATP byl ve dvouhře nejvýše klasifikován v červenci 1978 na 173. místě a ve čtyřhře pak v dubnu 1986 na 113. místě. Trénoval ho Peter Smith.
V australském daviscupovém týmu neodehrál žádné utkání.

## Tenisová kariéra
Na nejvyšší grandslamové úrovni se ve dvouhře nejdále probojoval do druhé kola mužské čtyřhry na Australian Open 1985 a 1988. Ve dvouhře si na melbournském majoru zahrál úvodní kolo v roce 1982, v němž nestačil na jedenáctého nasazeného Američana Jeffa Borowiaka po setech 3–6, 4–6 a 3–6.
Jediný titul na okruhu ATP získal v prosinci 1985 na Melbourne Outdoor, kde s krajanem Darrenem Cahillem vyhráli čtyřhru poté, co ve finále zdolali americko-argentinský pár Brett Dickinson a Roberto Saad 7–6 a 6–1. Do semifinále se v roce 1989 probojoval po boku MacPhersona na jeruzalémském turnaji, společně s Lewisem pak v Singapuru a Jakartě, stejně jako s Borwickem v řeckém Thessaloniki.
Nejvyšší výdělek za jednu sezónu dosáhl v roce 1987, když jeho finanční odměny činily 15 744 dolarů.

## Trenérská kariéra
Carter, jenž ve Švýcarsku žil od roku 1993, začal trénovat devítiletého Rogera Federera. Zdokonalil jeho techniku hry i chování na dvorci a přivedl jej do mezinárodního tenisu. Spolupráci ukončili ve věku hráčových osmnácti let.
Ke konci roku 2001 došlo ke vzpouře hráčů švýcarského daviscupového družstva proti nehrajícímu kapitánu Jakobu Hlaskovi, který byl z pozice odvolán. Na jeho místo nastoupil Carter, jenž však stále nevlastnil švýcarské občanství (a které měl obdržet v září 2003). První mezistátní utkání proti Rusku v únorovém úvodním kole Světové skupiny 2002 tak musel sledovat z hlediště moskevského olympijského stadionu. Dle pravidel Mezinárodní tenisové federace smí na lavičce týmu sedět pouze občan daného státu. Oficiálně tak byl uveden jako nehrající kapitán Ivo Heuberger.

## Soukromý život
Narodil se roku 1964 v jihoaustralském Adelaide. Tenis začal hrát v sedmi letech. Během aktivní kariéry bydlel v Nuriootpe u Adelaide.
Zemřel při silniční dopravní nehodě, ke které došlo 1. srpna 2002. Spolu s manželkou Silvií von Arxovou, která měla den před incidentem narozeniny, trávili dovolenou v jihoafrickém Krugeruvě národním parku. Zahynul jako spolujezdec v Land Roveru, poté, co vozidlo vyjelo ze silnice, aby se vyhnulo čelnímu střetu s vanem. Následně prorazilo mostní zábradlí a dopadlo do řečiště na střechu. Federer se zprávu o úmrtí dozvěděl v nočních hodinách na turnaji Canada Masters, kde se s ní psychicky obtížně vyrovnával, protože trenérovi jako Jihoafričan sám destinaci doporučil. Pohřeb se uskutečnil v Basileji.
Federer pak v zářijové baráži Davis Cupu 2002 na půdě Maroka nastoupil do utkání s nášivkou „CARTER“ na triku a tým zápas odehrál v památce za zemřelého bývalého kapitána.

## Finálové účasti na turnajích ATP World Tour
| Legenda (před/od 2009)                                   |
| D – dvouhra; Č – čtyřhra                                 |
| Grand Slam (0–0)                                         |
| Tennis Masters Cup / ATP World Tour Finals (0–0)         |
| ATP Masters Series / ATP World Tour Masters 1000 (0–0)   |
| ATP International Series Gold / ATP World Tour 500 (0–0) |
| ATP International Series / ATP World Tour 250 (1–0 Č)    |

### Čtyřhra

#### Vítěz
| Č. | Datum             | Turnaj               | Povrch | Spoluhráč     | Finalisté                    | Výsledek |
| -- | ----------------- | -------------------- | ------ | ------------- | ---------------------------- | -------- |
| 1. | 23. prosince 1985 | Melbourne, Austrálie | tráva  | Darren Cahill | Brett Dickinson Roberto Saad | 7–6, 6–1 |